# Магура-Топлица (Хунедоара)
Магура-Топлица (рум. Măgura-Toplița) насеље је у Румунији у округу Хунедоара у општини Чертежу де Сус. Oпштина се налази на надморској висини од 489 m.

## Становништво
Према подацима из 2002. године у насељу је живело 128 становника, од којих су сви румунске националности.